# خوسيه كامبوس
خوسيه كامبوس (بالإسبانية: José Campos) (15 مارس 1983 بأوسولوتان في السلفادور - ) هو لاعب كرة قدم سلفادوري في مركز الوسط. شارك مع منتخب السلفادور لكرة القدم. أما مع النوادي، فقد لعب مع C.D. Vista Hermosa ‏ ونادي لويس أنخيل فيربو.

## وصلات خارجية
- خوسيه كامبوس على موقع ناشيونال فوتبول تيمز (الإنجليزية)